# Margaretha Kirch
Margaretha Kirch (rođena oko 1703. – nakon 1744.) bila je njemačka astronomkinja.
Bila je kći astronoma Gottfrieda Kircha i Marije Margarethe Kirch te sestra Christfrieda Kircha. Ona i njezina sestra Christine Kirch školovale su se u astronomiji od svoje desete godine i radile su kao pomoćnice svog brata. Kirch je radio proračune i pomagao u promatranju Christfrieda Kircha.